# Língua wambaya
Wambaya é uma língua da famíia Mirndi dos idiomas não pama-nyugan falada por aborígenes da Austrália no
 that is spoken in the  Barkly Tableland Território do Norte. O Wambaya e os outros membros das línguas de Barkly Wests são um tanto incomuns por serem línguas cujas palavras são formadas por sufixos, diferentemente da maioria das demais Não-Pama-Nyungan cujas palavras usam prefixos.

## Amostra de texto
Ngangaba yana gin najbi. Ngajbi ngurruba. Garngujimiji irrin mirra. Ilarrawulu gunyarna murlungunya gunyarna murluwajarna, wurlun mirra. Babagulanga. Gajurru wurlun. Bumbujardi wurlun jamba.
Português
Há um fogo queimando. Vamos dar uma olhada. Deve haver um grande grupo (de pessoas). Dois eaglehawks, um com visão (e) outro cego, estão lá. Duas irmãs. Eles estão dançando. Eles estão fazendo (nuvens de) poeira. Fonte:Nordlinger, R. (1998)